# Glenanthe kobbe
Glenanthe kobbe är en tvåvingeart som beskrevs av Wayne N. Mathis 1995. Glenanthe kobbe ingår i släktet Glenanthe och familjen vattenflugor.
Artens utbredningsområde är Panama. Inga underarter finns listade i Catalogue of Life.